# Astragalus tragacantha
Espèce
Astragalus tragacantha, l'Astragale de Marseille, ou encore Astragale Adragant, est une espèce de plantes à fleurs de la famille des Fabaceae. 
On le trouve sur le littoral rocheux calcaire, dans la région de Marseille notamment, ainsi qu'en péninsule ibérique, en Sardaigne et en Sicile. Cette espèce a su s’adapter aux conditions extrêmes de vent, de sel et d’aridité du littoral des Calanques. Comme son nom l’indique, en France elle est endémique des côtes calcaires provençales.
Son port en coussinet et ses petites feuilles velues lui permettent de résister au vent et de limiter ses pertes d’eau. Au printemps elle se pare de fleurs blanches, puis perd la partie verte de ses feuilles en été pour s’exposer le moins possible aux rayons du soleil. La plante se transforme alors en un épineux buisson, ce qui lui vaut son surnom local de « coussin de belle-mère ».
Un programme de sauvegarde et de renforcement de l’espèce, financé par l’Union européenne, a été lancé. Il a notamment permis la plantation de 3000 pieds d'astragales dans les Calanques.
Victime de l’urbanisation, de la pollution et du piétinement sur le littoral, elle s’épanouit  pleinement dans l'archipel du Frioul.

## Synonyme
- Astragalus massiliensis (Mill.) Lam.